# ماتسوا (شيمانه)
مدينة ماتسوا (بالإنجليزية: Matsue)‏ هي أحد المدن التابعة لمحافظة شيمانه. تأسست رسميًا في 1889-04-01. ويقدر عدد سكانها بـ 195875 نسمة حسب تقدير مكتب الإحصاء الياباني لعام 2012. تبلغ مساحة ماتسوا 530.27 كم2. بكثافة سكانية تبلغ 369 نسمة/كم2.

## المناخ
يظهر الجدول التالي التغييرات المناخية على مدار السنة لماتسوا:
| البيانات المناخية لـماتسوا        | البيانات المناخية لـماتسوا | البيانات المناخية لـماتسوا | البيانات المناخية لـماتسوا | البيانات المناخية لـماتسوا | البيانات المناخية لـماتسوا | البيانات المناخية لـماتسوا | البيانات المناخية لـماتسوا | البيانات المناخية لـماتسوا | البيانات المناخية لـماتسوا | البيانات المناخية لـماتسوا | البيانات المناخية لـماتسوا | البيانات المناخية لـماتسوا | البيانات المناخية لـماتسوا |
| الشهر                             | يناير                      | فبراير                     | مارس                       | أبريل                      | مايو                       | يونيو                      | يوليو                      | أغسطس                      | سبتمبر                     | أكتوبر                     | نوفمبر                     | ديسمبر                     | المعدل السنوي              |
| --------------------------------- | -------------------------- | -------------------------- | -------------------------- | -------------------------- | -------------------------- | -------------------------- | -------------------------- | -------------------------- | -------------------------- | -------------------------- | -------------------------- | -------------------------- | -------------------------- |
| متوسط درجة الحرارة الكبرى °م (°ف) | 8.0 (46.4)                 | 8.9 (48.0)                 | 12.6 (54.7)                | 18.5 (65.3)                | 22.7 (72.9)                | 25.9 (78.6)                | 29.3 (84.7)                | 31.3 (88.3)                | 26.8 (80.2)                | 21.7 (71.1)                | 16.2 (61.2)                | 11.0 (51.8)                | 19.4 (66.9)                |
| المتوسط اليومي °م (°ف)            | 4.3 (39.7)                 | 4.7 (40.5)                 | 7.6 (45.7)                 | 12.9 (55.2)                | 17.5 (63.5)                | 21.3 (70.3)                | 25.3 (77.5)                | 26.8 (80.2)                | 22.6 (72.7)                | 16.8 (62.2)                | 11.6 (52.9)                | 6.9 (44.4)                 | 14.9 (58.7)                |
| متوسط درجة الحرارة الصغرى °م (°ف) | 1.1 (34.0)                 | 1.0 (33.8)                 | 3.2 (37.8)                 | 8.0 (46.4)                 | 13.0 (55.4)                | 17.8 (64.0)                | 22.3 (72.1)                | 23.4 (74.1)                | 19.2 (66.6)                | 12.7 (54.9)                | 7.6 (45.7)                 | 3.4 (38.1)                 | 11.1 (51.9)                |
| الهطول مم (إنش)                   | 147.2 (5.80)               | 121.9 (4.80)               | 132.6 (5.22)               | 109.4 (4.31)               | 134.6 (5.30)               | 189.8 (7.47)               | 252.4 (9.94)               | 113.7 (4.48)               | 197.9 (7.79)               | 119.5 (4.70)               | 130.6 (5.14)               | 137.6 (5.42)               | 1٬787٫2 (70.37)            |
| متوسط تساقط الثلوج سم (إنش)       | 37 (15)                    | 28 (11)                    | 8 (3.1)                    | 0 (0)                      | 0 (0)                      | 0 (0)                      | 0 (0)                      | 0 (0)                      | 0 (0)                      | 0 (0)                      | 0 (0)                      | 16 (6.3)                   | 89 (35.4)                  |
| متوسط الرطوبة النسبية (%)         | 76                         | 76                         | 74                         | 73                         | 74                         | 80                         | 82                         | 79                         | 81                         | 79                         | 79                         | 77                         | 78                         |
| ساعات سطوع الشمس الشهرية          | 68.2                       | 84.7                       | 132.8                      | 180.6                      | 202.2                      | 161.3                      | 166.7                      | 202.1                      | 142.9                      | 158.0                      | 112.7                      | 84.0                       | 1٬696٫2                    |
| المصدر: 気象庁 (1981-2010)        |                            |                            |                            |                            |                            |                            |                            |                            |                            |                            |                            |                            |                            |

## توأمة
لماتسوا (شيمانه) اتفاقيات توأمة مع كل من:
- تاكارازوكا (1 أغسطس 1967 - )[7]
- سوزو (30 مارس 1988 - )[7]
- نيو أورلينز (26 مارس 1994 - )[8]
- جينجو (10 نوفمبر 1999 - )[9]
- ينشوان (24 سبتمبر 2004 - )[9]
- أونوميتشي (5 فبراير 2012 - )[7]
- أوغوتشي [الإنجليزية]‏ (29 أغسطس 2015 - )[7]
- مدينة جيلين (9 نوفمبر 1999 - )[9]
- هانغتشو (17 أكتوبر 2003 - )[9]

## أعلام
- سيتشي كيشي
- كي نيشيكوري
- هيروشي آبي
- كوهي ناكاجيما
- تاكاشي ناغاي